# 許明財
許明財（1953年6月13日—），中華民國政治人物，中國國民黨籍。2009年至2014年任新竹市市長。

## 早年
許明財出身自行車家庭，大哥許明欽曾任中華民國總教練、二哥許明世曾在省運會奪冠，並代表中華民國參加墨西哥奧運及曼谷亞運、三哥許明發也曾在省運會奪冠並入選曼谷亞運及慕尼黑奧運代表選手。許明財自幼便受兄長影響，與兄長一同練車，初中時期加入車隊，曾參加嘉義省運，拿下團體4,000公尺、1,600公尺金牌。念新竹中學一年級時參加台中省運，拿下1,000公尺個人賽銀牌。1973年在桃園省運他抱回1,000公尺自由車個人賽金牌，同時拿下２面團體金牌。當時他也入選亞洲盃國手，唯家庭經濟因素放棄了那次難得的機會。

## 政治生涯
早年擔任過新竹縣精華國中幹事組長，後進入新竹縣政府任職教育局課長，接續擔任新竹市北區區公所區長、新竹市政府社會科股長、科長、局長、勞工局局長、新竹市政府顧問、選舉委員會總幹事，還擔任過中國國民黨新竹市黨部委員。
在2009年縣市長選舉中，以9.2萬票當選新竹市長。
2014年新竹市長選舉時，前市長蔡仁堅原為民進黨籍，於1997年代表其參選時獲新黨支持而入主市府，但連任失利。此次回鍋參選除了瓜分同屬泛綠系統的議員林智堅的選票外，更因其過去當選的背景下更多地吸納不少中間選民及泛藍選票，民進黨籍候選人林智堅遂於三強鼎立下驚險勝出，選前民調一路大幅領先的許明財最終卻以約1,000票的些微差距落敗，亦成為竹市升格以來首位競選連任失利的國民黨籍市長，出乎外界意料。甚至有媒體將其列為該次選舉「十大不可思議」之一。選後，擔任環能海運董座。
2018年新竹市長選舉再度參選市長，最終仍落敗於尋求連任的時任新竹市長林智堅。

## 選舉紀錄
| 年度 | 選舉屆數             | 選舉區 | 所屬政黨   | 得票數 | 得票率 | 當選標記 | 備註 |
| ---- | -------------------- | ------ | ---------- | ------ | ------ | -------- | ---- |
| 2009 | 第八屆新竹市市長選舉 | 新竹市 | 中國國民黨 | 92,667 | 55.63% |          |      |
| 2014 | 第九屆新竹市市長選舉 | 新竹市 | 中國國民黨 | 75,564 | 37.85% |          |      |
| 2018 | 第十屆新竹市市長選舉 | 新竹市 | 中國國民黨 | 60,508 | 27.87% |          |      |

## 事件
- 2012年6月27日，建於清道光年間的古蹟，潛園大門門樓遭到地主雇用怪手無預警拆除。因未將此地列為文化法定資產，新竹市長許明財聲明無法阻止開發，只能收集剩下建材，準備異地重建。[4]

## 外部連結
- 許明財的Facebook專頁
- 新竹市長許明財部落格[永久]

| 中華民國政府職務 | 中華民國政府職務                                 | 中華民國政府職務 |
| ---------------- | ------------------------------------------------ | ---------------- |
| 新竹市政府       |                                                  |                  |
| 前任： 林政則    | 新竹市市長 第八屆 2009年12月20日－2014年12月25日 | 繼任： 林智堅    |